# Aircraft Classification Number

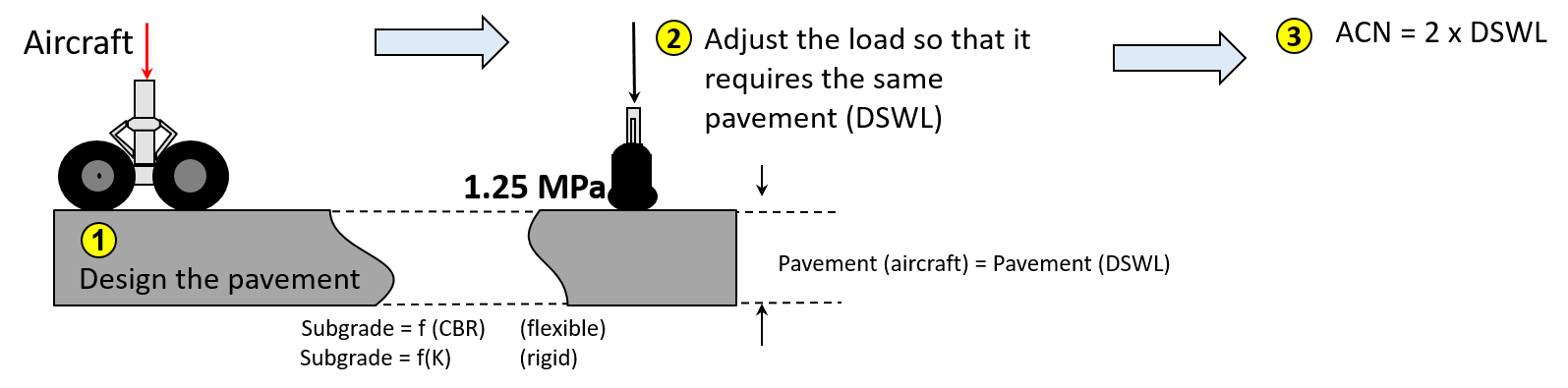
Prozedur zur Berechnung der Aircraft Classification Number

Die Aircraft Classification Number (ACN) (dtsch. Lastwirkungsklassifikationszahl) beschreibt, welche Belastung ein bestimmter Flugzeugtyp auf Flugbetriebsflächen ausübt.
Entsprechend der Pavement Classification Number, (PCN) (dtsch. Tragfähigkeitsklassifikationszahl) wurde eine dimensionslose Vergleichszahl von der Internationalen Zivilluftfahrtorganisation ICAO 1981 eingeführt. Der ACN-Wert entspricht dem des PCN-Wertes. Dabei gibt der Wert die Lastwirkung an und nicht die Last selbst. Je größer der Wert ist, umso höher ist die Belastung, die ein Flugzeugtyp auf den Bodenbelag ausübt. Der ACN-Wert eines Flugzeuges hängt also auch von dessen Zuladung ab. 